# Braccio di Ferro contro gli indiani
Braccio di Ferro contro gli indiani (I Yam What I Yam) è un film del 1933 diretto da Dave Fleischer. È il primo cortometraggio d'animazione della serie Braccio di Ferro, uscito negli Stati Uniti il 29 settembre 1933. Vede la prima apparizione animata del personaggio di Poldo Sbafini. Il titolo originale deriva da una frase che il protagonista Braccio di Ferro pronunciava spesso nella striscia a fumetti di E. C. Segar.

## Trama
Braccio di Ferro, Olivia Oyl e Poldo stanno navigando per mare su una barca a remi durante un violento temporale, con Olivia che si occupa di remare. Dopo che Braccio di Ferro ha scacciato le nuvole temporalesche, raggiungono la terraferma e Braccio di Ferro costruisce una capanna di tronchi semplicemente prendendo a pugni alcuni alberi. Poldo ordina a Braccio di Ferro di andare a cercare delle anatre per cena. Il marinaio se ne va, incontrando alcuni guerrieri nativi americani ostili e respingendoli. Altri guerrieri vengono trovati a caccia di anatre in uno stagno, e Braccio di Ferro riesce a neutralizzarli portando con sé le anatre. Nel frattempo, altri guerrieri circondano la capanna, con orrore di Olivia e Poldo. Quest'ultimo fugge e, incontrando Braccio di Ferro, lo avverte dell'assalto; mentre il marinaio si precipita alla capanna, Poldo insegue le anatre. Braccio di Ferro raggiunge la capanna e cerca di proteggere Olivia, ma viene colpito da una pioggia di frecce. A questo punto, mangia i suoi spinaci (e anche la lattina) e sconfigge la maggior parte dei guerrieri, anche se il loro capo si scaglia contro di lui. Quest'ultimo "indiano" viene poi colpito da Braccio di Ferro, che con un pugno gli toglie il costume sotto il quale si rivela esserci nientemeno che il Mahatma Gandhi.

## Distribuzione

### Edizione italiana
L'unico doppiaggio italiano conosciuto fu realizzato dalla C.R.C. per la trasmissione del corto sulle reti Rai a metà anni 1990. I dialoghi sono adattati liberamente, impedendo di riconoscere alcune citazioni del fumetto (il "pugno torcione", ad esempio, viene chiamato "pugno augh-urale"). Furono inoltre aggiunte alcune battute assenti nell'edizione originale, mentre rimase in inglese una breve battuta di Poldo. Non essendo stata registrata una colonna internazionale, fu sostituita la musica presente durante i dialoghi.

### Edizioni home video
Il corto fu pubblicato in DVD-Video in America del Nord il 31 luglio 2007 nel primo disco della raccolta Popeye the Sailor: Volume One, dove è visibile anche con un commento audio di Mark Kausler.